# 雍瀾
雍澜（1492年—？），字斯道，号见川。福建莆田城关大度街（今莆田市荔城区镇海街道文献社区）人。明朝政治人物。

## 生平
弘治五年（1492年）九月二十二日生。嘉靖七年（1528年）中式福建乡试第43名举人。嘉靖十一年（1532年）登壬辰科会试第108名，廷试二甲68名进士。户部观政，授户部主事，升户部员外郎。嘉靖十七年（1538年）二月，升广东按察司佥事，官至广东布政司参议。二十二年十二月考察去职。

## 家族
曾祖雍志征。祖雍贵玉，封卫经历。父雍汝和，提舉。母陈氏，封孺人。兄雍鸿、鲸，弟鲲、雍鲤（武舉），娶陈氏。